# Olympische Jugend-Winterspiele 2016/Teilnehmer (Schweiz)
| Gelbes Symbol für Goldmedaillen mit stilisierten Olympischen Ringen | Graues Symbol für Silbermedaillen mit stilisierten Olympischen Ringen | Braundes Symbol für Bronzemedaillen mit stilisierten Olympischen Ringen |
| ------------------------------------------------------------------- | --------------------------------------------------------------------- | ----------------------------------------------------------------------- |
| 4                                                                   | 3                                                                     | 4                                                                       |

Die Schweiz nahm an den Olympischen Jugend-Winterspielen 2016 im norwegischen Lillehammer mit 48 Athleten in elf Sportarten teil.

## Medaillen
Mit vier gewonnenen Gold-, drei Silber- und vier Bronzemedaillen belegte das Schweizer Team Platz 6 im Medaillenspiegel.

## Sportarten

### Biathlon
| Athleten                                                     | Wettbewerb           | Zeit (Schiessfehler) | Rang |
| ------------------------------------------------------------ | -------------------- | -------------------- | ---- |
| Knaben                                                       |                      |                      |      |
| Nico Salutt                                                  | 7,5 km Sprint        | 21:24,1 min (4)      | 29   |
| Nico Salutt                                                  | 10 km Verfolgung     | 35:03,8 min (10)     | 37   |
| Sebastian Stalder                                            | 7,5 km Sprint        | 19:57,9 min (0)      | 10   |
| Sebastian Stalder                                            | 10 km Verfolgung     | 31:06,9 min (5)      | 11   |
| Mädchen                                                      |                      |                      |      |
| Flavia Barmettler                                            | 6 km Sprint          | 21:34,4 min (4)      | 41   |
| Flavia Barmettler                                            | 7,5 km Verfolgung    | 31:18,0 min (6)      | 37   |
| Anja Fischer                                                 | 6 km Sprint          | 21:34,4 min (2)      | 41   |
| Anja Fischer                                                 | 7,5 km Verfolgung    | 34:34,2 min (9)      | 44   |
| Gemischt                                                     |                      |                      |      |
| Flavia Barmettler Sebastian Stalder                          | Single Mixed-Staffel | 42:33,9 min (0+9)    | 7    |
| Flavia Barmettler Anja Fischer Nico Salutt Sebastian Stalder | Mixed-Staffel        | 1:25:15,9 h (3+14)   | 8    |

### Bob
| Athleten         | Wettbewerb | Durchgang 1 | Durchgang 1 | Durchgang 2 | Durchgang 2 | Gesamt      | Gesamt |
| Athleten         | Wettbewerb | Zeit        | Rang        | Zeit        | Rang        | Zeit        | Rang   |
| ---------------- | ---------- | ----------- | ----------- | ----------- | ----------- | ----------- | ------ |
| Knaben           |            |             |             |             |             |             |        |
| Marius Schneider | Monobob    | 57,53 s     | 6           | 57,47 s     | 4           | 1:55,00 min | 5      |
| Mädchen          |            |             |             |             |             |             |        |
| Paulina Götschi  | Monobob    | 59,32 s     | 8           | 59,61 s     | 11          | 1:58,93 min | 8      |

### Curling
| Athleten                                                    | Wettbewerb | Gruppenrunde | Gruppenrunde | Viertelfinal | Viertelfinal | Halbfinal | Halbfinal | Spiel um Platz 3 | Spiel um Platz 3 | Spiel um Platz 3 |
| Athleten                                                    | Wettbewerb | Siege        | Niederlagen  | Gegner       | Ergebnis     | Gegner    | Ergebnis  | Gegner           | Ergebnis         | Rang             |
| ----------------------------------------------------------- | ---------- | ------------ | ------------ | ------------ | ------------ | --------- | --------- | ---------------- | ---------------- | ---------------- |
| Gemischt                                                    |            |              |              |              |              |           |           |                  |                  |                  |
| Laura Engler Philipp Hösli Henwy Lochmann Selina Witschonke | Team       | 6            | 1            | Schweden     | 7 : 3        | Kanada    | 5 : 7     | Russland         | 11 : 3           | Bronze           |

### Eisschnelllauf
| Athleten       | Wettbewerb  | Durchgang 1 | Durchgang 1 | Durchgang 2        | Durchgang 2        | Gesamt             | Gesamt             |
| Athleten       | Wettbewerb  | Zeit        | Rang        | Zeit               | Rang               | Zeit               | Rang               |
| -------------- | ----------- | ----------- | ----------- | ------------------ | ------------------ | ------------------ | ------------------ |
| Mädchen        |             |             |             |                    |                    |                    |                    |
| Jasmin Güntert | 500 m       | DSQ         | DSQ         | nicht qualifiziert | nicht qualifiziert | nicht qualifiziert | nicht qualifiziert |
| Jasmin Güntert | 1500 m      |             |             |                    |                    | 2:19,84 min        | 25                 |
| Jasmin Güntert | Massenstart |             |             |                    |                    | 5:56,68 min        | 13                 |

### Eishockey

#### Mädchen
| Schweiz | Spielerinnen Sina Bachmann, Sydney Berta, Tina Brand, Yaël Brich, Oona Emmenegger, Rahel Enzler, Ramona Forrer, Justine Forster, Janine Hauser, Saskia Maurer, Lisa Rüedi, Noemi Ryhner, Jessica Schlegel, Gionina Spiess, Nicole Vallario, Stefanie Wetli, Lara Zimmermann |

Gruppenphase
| Pl. |            | Sp | S | OTS | OTN | N | Tore  | Punkte |
| 1.  | Schweden   | 4  | 2 | 1   | 1   | 0 | 10:03 | 9      |
| 2.  | Tschechien | 4  | 3 | 0   | 0   | 1 | 07:04 | 9      |
| 3.  | Schweiz    | 4  | 2 | 1   | 0   | 1 | 10:06 | 8      |
| 4.  | Slowenien  | 4  | 1 | 0   | 1   | 2 | 06:09 | 4      |
| 5.  | Norwegen   | 4  | 0 | 0   | 0   | 4 | 02:13 | 0      |

 Halbfinal 
| 19. Februar 2016 14:00 Uhr | Tschechien Karolína Hornická (4:26) Magdalena Erbenová (45:00) | 2:1 (1:0, 0:1, 0:0, 0:0, 1:0) | Schweiz Rahel Enzler (28:45) | Youth Hall, Lillehammer |

 Spiel um Platz 3 
| 20. Februar 2016 17:00 Uhr | Schweiz Noemi Ryhner (20:49) Berta Sydney (27:57) Noemi Ryhner (29:28) Noemi Ryhner (34:13) Jessica Schlegel (40:56) | 5:2 (0:1, 3:0, 2:1) | Slowakei Kinga Horvathova (4:55) Dominika Sedláková (44:13) | Kristins Hall, Lillehammer |

### Freestyle-Skiing

#### Halfpipe
| Athleten   | Wettbewerb | Final        | Final        | Final        | Final            | Final |
| Athleten   | Wettbewerb | Durchgang 1  | Durchgang 2  | Durchgang 3  | Bester Durchgang | Rang  |
| ---------- | ---------- | ------------ | ------------ | ------------ | ---------------- | ----- |
| Knaben     |            |              |              |              |                  |       |
| Mario Grob | Halfpipe   | 51,60 Punkte | 64,00 Punkte | 35,20 Punkte | 64,00 Punkte     | 6     |

#### Skicross
| Athleten          | Wettbewerb | Qualifikation | Qualifikation | Vorlauf | Vorlauf | Halbfinal          | Final              |
| Athleten          | Wettbewerb | Zeit          | Rang          | Punkte  | Rang    | Position           | Position           |
| ----------------- | ---------- | ------------- | ------------- | ------- | ------- | ------------------ | ------------------ |
| Knaben            |            |               |               |         |         |                    |                    |
| Sascha Rüedi      | Skicross   | 44,32 s       | 7             | 13      | 9       | nicht qualifiziert | nicht qualifiziert |
| Mädchen           |            |               |               |         |         |                    |                    |
| Talina Gantenbein | Skicross   | 45,76 s       | 2             | 17      | 2       | 1                  | Gold               |

#### Slopestyle
| Athleten         | Wettbewerb | Final        | Final        | Final            | Final |
| Athleten         | Wettbewerb | Durchgang 1  | Durchgang 2  | Bester Durchgang | Rang  |
| ---------------- | ---------- | ------------ | ------------ | ---------------- | ----- |
| Knaben           |            |              |              |                  |       |
| Mario Grob       | Slopestyle | 42,80 Punkte | 45,20 Punkte | 45,20 Punkte     | 17    |
| Colin Wili       | Slopestyle | 58,40 Punkte | 61,40 Punkte | 61,40 Punkte     | 11    |
| Mädchen          |            |              |              |                  |       |
| Mathilde Gremaud | Slopestyle | 58,20 Punkte | 12,80 Punkte | 58,20 Punkte     | 6     |

### Skeleton
| Athleten     | Durchgang 1 | Durchgang 1 | Durchgang 2 | Durchgang 2 | Gesamt      | Gesamt |
| Athleten     | Zeit        | Rang        | Zeit        | Rang        | Zeit        | Rang   |
| ------------ | ----------- | ----------- | ----------- | ----------- | ----------- | ------ |
| Knaben       |             |             |             |             |             |        |
| Kevin Akeret | 55,35 s     | 12          | 55,09 s     | 12          | 1:50,44 min | 12     |

### Ski Alpin
| Knaben           |              |             |     |                    |                    |                    |                    |
| Joel Oehrli      | Super-G      |             |     |                    |                    | 1:11,41 min        | 6                  |
| Joel Oehrli      | Riesenslalom | 1:19,25 min | 7   | 1:20,07 min        | 13                 | 2:39,32 min        | 9                  |
| Joel Oehrli      | Slalom       | 52,28 min   | 22  | DNF                | DNF                | DNF                | DNF                |
| Joel Oehrli      | Kombination  | 1:12,46 min | 7   | 42,32 s            | 12                 | 1:54,78 min        | 7                  |
| Maurus Sparr     | Super-G      |             |     |                    |                    | 1:12,25 min        | 14                 |
| Maurus Sparr     | Riesenslalom | 1:20,16 min | 14  | 1:19,41 min        | 10                 | 2:39,57 min        | 10                 |
| Maurus Sparr     | Slalom       | 51,52 s     | 13  | 52,85 s            | 23                 | 1:44,37 min        | 21                 |
| Maurus Sparr     | Kombination  | 1:13,49 min | 19  | DNF                | DNF                | DNF                | DNF                |
| Mädchen          |              |             |     |                    |                    |                    |                    |
| Aline Danioth    | Super-G      |             |     |                    |                    | 1:12,69 min        | Bronze             |
| Aline Danioth    | Riesenslalom | 1:18,46 min | 3   | 1:15,49 min        | 3                  | 2:33,95 min        | Bronze             |
| Aline Danioth    | Slalom       | 53,53 s     | 1   | 49,68 s            | 1                  | 1:43,21 min        | Gold               |
| Aline Danioth    | Kombination  | 1:13,59 min | 2   | 42,15 s            | 1                  | 1:55,74 min        | Gold               |
| Mélanie Meillard | Super-G      |             |     |                    |                    | 1:13,05 min        | 4                  |
| Mélanie Meillard | Riesenslalom | 1:17,84 min | 2   | 1:15,44 min        | 2                  | 2:33,28 min        | Gold               |
| Mélanie Meillard | Slalom       | DNF         | DNF | nicht qualifiziert | nicht qualifiziert | nicht qualifiziert | nicht qualifiziert |
| Mélanie Meillard | Kombination  | 1:13,44 min | 1   | 42,68 s            | 2                  | 1:56,12 min        | Silber             |

### Skilanglauf
| Athleten        | Wettbewerb       | Qualifikation | Qualifikation | Viertelfinal | Viertelfinal | Halbfinal          | Halbfinal          | Final              | Final              |
| Athleten        | Wettbewerb       | Zeit          | Rang          | Zeit         | Rang         | Zeit               | Rang               | Zeit               | Rang               |
| --------------- | ---------------- | ------------- | ------------- | ------------ | ------------ | ------------------ | ------------------ | ------------------ | ------------------ |
| Knaben          |                  |               |               |              |              |                    |                    |                    |                    |
| Arnaud Guex     | Cross            | 3:11,70 min   | 9             |              |              | 3:11,18 min        | 3                  | nicht qualifiziert | nicht qualifiziert |
| Arnaud Guex     | Sprint klassisch | 3:08,57 min   | 20            | 3:04,87 min  | 4            | nicht qualifiziert | nicht qualifiziert | nicht qualifiziert | nicht qualifiziert |
| Arnaud Guex     | 10 km Freistil   |               |               |              |              |                    |                    | DNS                | DNS                |
| Maurus Lozza    | Cross            | 3:16,62 min   | 19            |              |              | 3:10,46 min        | 6                  | nicht qualifiziert | nicht qualifiziert |
| Maurus Lozza    | Sprint klassisch | 3:13,13 min   | 28            | 3:37,61 min  | 6            | nicht qualifiziert | nicht qualifiziert | nicht qualifiziert | nicht qualifiziert |
| Maurus Lozza    | 10 km Freistil   |               |               |              |              |                    |                    | 25:36,2 min        | 18                 |
| Mädchen         |                  |               |               |              |              |                    |                    |                    |                    |
| Désirée Steiner | Cross            | 3:47,31 min   | 14            |              |              | 3:41,81 min        | 5                  | nicht qualifiziert | nicht qualifiziert |
| Désirée Steiner | Sprint klassisch | 3:35,60 min   | 8             | 3:28,51 min  | 2            | 3:29,64 min        | 4                  | nicht qualifiziert | nicht qualifiziert |
| Désirée Steiner | 5 km Freistil    |               |               |              |              |                    |                    | 13:57,0 min        | 11                 |
| Giuliana Werro  | Cross            | 3:57,09 min   | 27            |              |              | 3:52,99 min        | 10                 | nicht qualifiziert | nicht qualifiziert |
| Giuliana Werro  | Sprint klassisch | 3:42,98 min   | 23            | 3:38,23 min  | 6            | nicht qualifiziert | nicht qualifiziert | nicht qualifiziert | nicht qualifiziert |
| Giuliana Werro  | 5 km Freistil    |               |               |              |              |                    |                    | 14:18,3 min        | 20                 |

### Skispringen
| Athleten         | Wettbewerb    | Erste Runde | Erste Runde | Erste Runde | Final  | Final  | Final | Gesamt | Gesamt |
| Athleten         | Wettbewerb    | Weite       | Punkte      | Rang        | Weite  | Punkte | Rang  | Punkte | Rang   |
| ---------------- | ------------- | ----------- | ----------- | ----------- | ------ | ------ | ----- | ------ | ------ |
| Knaben           |               |             |             |             |        |        |       |        |        |
| Sandro Hauswirth | Normalschanze | 87,0 m      | 102,8       | 11          | 83,0 m | 92,7   | 13    | 195,5  | 11     |

### Snowboard

#### Halfpipe
| Athleten        | Wettbewerb | Final        | Final        | Final        | Final            | Final |
| Athleten        | Wettbewerb | Durchgang 1  | Durchgang 2  | Durchgang 3  | Bester Durchgang | Rang  |
| --------------- | ---------- | ------------ | ------------ | ------------ | ---------------- | ----- |
| Knaben          |            |              |              |              |                  |       |
| Wendelin Gauger | Halfpipe   | 46,75 Punkte | 14,25 Punkte | 47,00 Punkte | 47,00 Punkte     | 15    |
| Gian Sutter     | Halfpipe   | 57,00 Punkte | 47,50 Punkte | 62,75 Punkte | 62,75 Punkte     | 7     |
| Mädchen         |            |              |              |              |                  |       |
| Ariane Burri    | Halfpipe   | 36,25 Punkte | 38,25 Punkte | 35,75 Punkte | 38,25 Punkte     | 13    |

#### Snowboardcross
| Athleten         | Wettbewerb     | Qualifikation | Qualifikation | Vorlauf | Vorlauf | Halbfinal | Final    |
| Athleten         | Wettbewerb     | Zeit          | Rang          | Punkte  | Rang    | Position  | Position |
| ---------------- | -------------- | ------------- | ------------- | ------- | ------- | --------- | -------- |
| Knaben           |                |               |               |         |         |           |          |
| Pascal Bitschnau | Snowboardcross | 48,62 s       | 5             | 15      | 6       | 3         | 7        |
| Mädchen          |                |               |               |         |         |           |          |
| Sophie Hediger   | Snowboardcross | 49,72 s       | 2             | 19      | 2       | 1         | Silber   |

#### Slopestyle
| Athleten        | Wettbewerb | Final        | Final        | Final            | Final |
| Athleten        | Wettbewerb | Durchgang 1  | Durchgang 2  | Bester Durchgang | Rang  |
| --------------- | ---------- | ------------ | ------------ | ---------------- | ----- |
| Knaben          |            |              |              |                  |       |
| Wendelin Gauger | Slopestyle | 46,00 Punkte | 25,25 Punkte | 46,00 Punkte     | 16    |
| Gian Sutter     | Slopestyle | 40,50 Punkte | 76,50 Punkte | 76,50 Punkte     | 8     |
| Mädchen         |            |              |              |                  |       |
| Ariane Burri    | Slopestyle | DNS          | DNS          | DNS              | DNS   |

#### Teamwettbewerb Ski/Snowboardcross
| Athleten                                                       | Wettbewerb                        | Viertelfinal | Halbfinal | Final    |
| Athleten                                                       | Wettbewerb                        | Position     | Position  | Position |
| -------------------------------------------------------------- | --------------------------------- | ------------ | --------- | -------- |
| Gemischt                                                       |                                   |              |           |          |
| Sophie Hediger Talina Gantenbein Pascal Bitschnau Sascha Rüedi | Teamwettbewerb Ski/Snowboardcross | 1            | 2         | Silber   |